# 切列诺沃农村居民点
切列诺沃农村居民点（俄语：Череновское сельское поселение）是俄罗斯联邦别尔哥罗德州伊夫尼亚区所属的一个农村居民点。其下辖有4个居民点，行政中心为切列诺沃。据2016年统计，该农村居民点的人口为1173人。